# مری هاروتیونیان
مری ایلیچی هاروتیونیان (ارمنی: Մերի Իլիչի Հարությունյան؛ زادهٔ ۱۱ ژوئن ۱۹۷۳) روزنامه‌نگار اهل ارمنستان است.

## زندگی‌نامه
وی در ۱۱ ژوئن ۱۹۷۳ به دنیا آمد و از دانشگاه دولتی ایروان فارغ‌التحصیل گشت. وی برنده جوایزی همچون مدال موسس خورناتسی است.